# Campionato Primavera 1971-1972
Il campionato Primavera 1971-1972 è stata la 10ª edizione del campionato Primavera. Il detentore del trofeo è la Fiorentina.
La squadra vincitrice del torneo è stata la Juventus che si è aggiudicata il titolo di campione nazionale per la seconda volta nella sua storia.

## Avvenimenti
Con 39 formazioni al via, raggruppate in quattro gironi, quest'anno il campionato Primavera vide arrivare all'atto conclusivo la Juventus di Romolo Bizzotto, a nove anni dal suo fin lì unico trionfo (nell'edizione inaugurale), e la Roma di Antonio Trebiciani, al tempo ancora a secco di affermazioni nella manifestazione. La squadra piemontese, dopo aver chiuso il girone A davanti dell'Atalanta, nel successivo girone semifinale A primeggiò sui bergamaschi, sul Brescia, sulle meneghine Inter e Milan e sui concittadini del Torino. Contemporaneamente la compagine capitolina, nel girone semifinale B, ebbe la meglio dell'Arezzo, della Casertana, dei concittadini della Lazio, del Napoli e della Reggiana.

La festa della Baby Juve al termine della finale di ritorno.

La Juventus fece affidamento in questa stagione su una giovane rosa che, pur non annoverando nomi destinati a carriere di primo livello, era composta da solidi prospetti come il portiere Alessandrelli — in futuro, storico secondo di Zoff in prima squadra —, il libero Balestro, il terzino Marangon (I), il centrocampista Marchetti (II) e i jolly Chiarenza e Maggiora, la gran parte di loro capaci di raggiungere stabilmente negli anni seguenti la Serie A. La Roma puntò invece su elementi più maturi, tra cui svettavano il portiere Quintini e la mezzala Pellegrini, insieme al centravanti Banella, il mediano Rosati, Bertocco e Lupi, tutti peraltro già testati da Helenio Herrera in prima squadra.
Nella doppia finale, i bianconeri ipotecarono il tricolore già nella gara di andata dell'11 giugno 1972, giocata all'Olimpico di Roma, dove superarono i padroni di casa per 2-0 grazie alle reti, nella seconda frazione di gioco, di Chiarenza e Palladino, rispettivamente con un potente rasoterra dal limite dell'area, non trattenuto dall'estremo difensore capitolino, e con un'azione personale iniziata dalla metà campo. Sette giorni dopo, al Comunale di Torino, la «baby-Juve» replicò il punteggio stavolta con una doppietta di Maggiora, a segno in entrambe le occasioni su colpo di testa ravvicinato, dapprima a metà del primo tempo finalizzando una triangolo con Marchetti e Zannoni, e poi pochi minuti dopo l'avvio della ripresa con una torsione su cross ancora di Zannoni; le speranze giallorosse di ribaltare le sorti del doppio confronto si erano infrante alla mezz'ora con un altro colpo di testa, stavolta di Lupi, il quale dagli sviluppi di un calcio d'angolo aveva colto la traversa ad Alessandrelli battuto.
Al fischio finale la formazione bianconera poté quindi festeggiare il ritorno allo scudetto di categoria, il secondo della loro storia, imitando la prima squadra di Čestmír Vycpálek laureatasi a sua volta campione d'Italia venti giorni prima. Per i successivi ventidue anni, rimarrà questo l'ultimo trionfo del vivaio juventino nel campionato Primavera, mentre per i ragazzi della Roma la delusione sarà di breve durata, rivalendosi appena dodici mesi dopo.

## Risultati

### Finale
| Roma 11 giugno 1972 Andata                                    | Roma      | 0 – 2 referto               | Juventus | Stadio Olimpico (20 000 circa spett.) |
| \| \| \| \| \| \| Marcatori \| 66’ Chiarenza 78’ Palladino \| |           |                             |          |                                       |
|                                                               |           |                             |          |                                       |
|                                                               | Marcatori | 66’ Chiarenza 78’ Palladino |          |                                       |

| Torino 18 giugno 1972 Ritorno                       | Juventus  | 2 – 0 referto | Roma | Stadio Comunale (4 000 circa spett.) |
| \| \| \| \| \| Maggiora 21’, 54’ \| Marcatori \| \| |           |               |      |                                      |
|                                                     |           |               |      |                                      |
| Maggiora 21’, 54’                                   | Marcatori |               |      |                                      |

### Libri
- Almanacco illustrato del calcio 1973, Modena, Edizioni Panini, dicembre 1972.

### Giornali
- Gazzetta dello Sport, stagione 1971-1972, consultabile presso le Biblioteche:
  - Biblioteca Civica di Torino;
  - Biblioteca Nazionale Braidense di Milano,
  - Biblioteca Civica Berio di Genova,
  - Biblioteca Nazionale Centrale di Firenze,
  - Biblioteca Nazionale Centrale di Roma.
- Corriere dello Sport e Stadio, quotidiani sportivi consultabili presso l'Emeroteca del CONI e presso le biblioteche:
  - Biblioteca Nazionale Centrale di Firenze (microfilmato);
  - Biblioteca Nazionale Centrale di Roma (microfilmato);
- Tuttosport, quotidiano sportivo consultabile presso diverse biblioteche e:
  - Biblioteca Nazionale Centrale di Firenze (microfilmato).